# Northrop BQM-74 Chukar
Northrop BQM-74 Chukar – amerykański bezzałogowy aparat latający (UAV), wyprodukowany w połowie lat 60. XX wieku przez firmę Northrop.

## Konstrukcja
Northrop BQM-74 Chukar jest używany jako latający cel mogący symulować samoloty, pociski typu powietrze–powietrze, powietrze–ziemia lub ziemia–ziemia. Start odbywa się z wyrzutni, która może być umieszczona na ziemi lub na pokładzie okrętu, pocisk może być również przenoszony przez samoloty typu TA-4J, General Dynamics F-16 Fighting Falcon, Grumman Gulfstream I i Lockheed DC-130 będącego specjalną wersją  C-130 przystosowaną specjalnie do przenoszenia i zdalnej kontroli celów latających. W przypadku startu z ziemi lub pokładu, aparat wznosi się w powietrze przy użyciu przyspieszaczy startowych. Lot Chukara może odbywać się autonomicznie po wcześniej zaplanowanej trasie jak również może być sterowany ze stanowiska kontroli lotu. Aparat może wylądować przy użyciu spadochronu. Chukar ma również możliwość przenoszenia flar zakłócających przechwycenie pocisku, może symulować pociski manewrujące, wysokość lotu od minimalnej, wynoszącej 10 metrów, do 12 000 metrów pozwala kopiować profile lotu wielu współcześnie używanych pocisków. Dzięki temu tworzy się realistyczne warunki do treningu obrony przeciwlotniczej.